# Gran Premio de España de Motociclismo de 1963
El Gran Premio de España de Motociclismo de 1963 fue la primera prueba de la temporada 1963 del Campeonato Mundial de Motociclismo. El Gran Premio se disputó el 5 de mayo de 1963 en el Circuito de Montjuïch en Barcelona.

## Resultados 250cc
Honda no había desarrollado todavía la Honda RC 163. Se esperaba cierta oposición por parte de la Yamaha RD 56, que habçia pilotado Fumio Ito en el Gran Premio de Japón de 1962, pero Yamaha no vino a España. Lo más sorprendente fue Tarquinio Provini, quien con su motoo monocilindrica Moto Morini 250 Bialbero fue muy rápido para los Hondas, con Jim Redman, Tommy Robb, Kunimitsu Takahashi y Luigi Taveri, que ocuparon los siguientes lugares.
| Pos.    | Piloto              | Equipo      | Tiempo        | Pts. |
| ------- | ------------------- | ----------- | ------------- | ---- |
| 1       | Tarquinio Provini   | Moto Morini | 1h 04' 07" 04 | 8    |
| 2       | Jim Redman          | Honda       | +20" 38       | 6    |
| 3       | Tommy Robb          | Honda       | +1' 01" 18    | 4    |
| 4       | Kunimitsu Takahashi | Honda       | +1' 36" 18    | 3    |
| 5       | Luigi Taveri        | Honda       | +1 Vuelta     | 2    |
| 6       | Gilberto Milani     | Aermacchi   | +1 Vuelta     | 1    |
| 7       | José Maria Busquets | Montesa     | +2 Vueltas    |      |
| 8       | Giuseppe Visenzi    | Aermacchi   | +3 Vueltas    |      |
| Ret     | Enrique Sirera      | Montesa     | Ret           |      |
| Fuente: |                     |             |               |      |

## Resultados 125cc
En la carrera de 125cc, sin el Hugh Anderson con su Suzuki RT 63, la batalla por la victoria se cobró entre Luigi Taveri y Jim Redman. Al final, Taveri ganó por décimas de segundos sobre le rhodesiano. Kunimitsu Takahashi quedó en tercer lugar.

| Pos. | Piloto                    | Moto     | Tiempo     | Pts. |
| ---- | ------------------------- | -------- | ---------- | ---- |
| 1    | Luigi Taveri              | Honda    | 55' 53" 62 | 8    |
| 2    | Jim Redman                | Honda    | +0" 36     | 6    |
| 3    | Kunimitsu Takahashi       | Honda    | +25" 79    | 4    |
| 4    | Peter Inchley             | EMC      | +53" 95    | 3    |
| 5    | Francisco González Romero | Bultaco  | +54" 27    | 2    |
| 6    | Mike Duff                 | Bultaco  | +1' 21" 40 | 1    |
| 7    | Bert Schneider            | Suzuki   | +1' 41" 42 |      |
| 8    | José Medrano              | Bultaco  | +1 Vuelta  |      |
| 9    | Franco Farné              | Ducati   | +1 Vuelta  |      |
| 10   | Dan Shorey                | Bultaco  | +1 Vuelta  |      |
| 11   | César Gracia              | Lube-NSU | +2 Vueltas |      |
| 12   | Ramiro Blanco             | Bultaco  | +2 Vueltas |      |
| 13   | Hans-Georg Anscheidt      | Bultaco  | +5 Vueltas |      |
| 14   | Juan Antonio Bilbao       | Bultaco  | +8 Vueltas |      |
| Ret  | Hugh Anderson             | Suzuki   | Ret        |      |
| Ret  | Jan Huberts               | Bultaco  | Ret        |      |
| Ret  | Tommy Robb                | Bultaco  | Ret        |      |
| Ret  | Ernst Degner              | Suzuki   | Ret        |      |
| Ret  | Giuseppe Visenzi          | Ducati   | Ret        |      |
| Ret  | Rex Avery                 | EMC      | Ret        |      |
| Ret  | Bruno Spaggiari           | Ducati   | Ret        |      |
| Ret  | Frank Perris              | Suzuki   | Ret        |      |
| Ret  | John Grace                | Bultaco  | Ret        |      |
| Ret  | Ricardo Fargas            | Ducati   | Ret        |      |
| Ret  | Juan Antonio Rodes        | Bultaco  | Ret        |      |
| Ret  | Raúl Kissling             | Bultaco  | Ret        |      |

## Resultados 50cc
En la carrera de 50cc, Hans-Georg Anscheidt (Kreidler) solo logró pasar Hugh Anderson en la última vuelta. El español José Maria Busquets se convirtió en tercero con su Derbi.
| Pos. | Piloto               | Moto     | Tiempo     | Pts. |
| ---- | -------------------- | -------- | ---------- | ---- |
| 1    | Hans-Georg Anscheidt | Kreidler | 31' 23" 02 | 8    |
| 2    | Hugh Anderson        | Suzuki   | +1" 43     | 6    |
| 3    | José Maria Busquets  | Derbi    | +34" 77    | 4    |
| 4    | Isao Morishita       | Suzuki   | +54" 82    | 3    |
| 5    | Alberto Pagani       | Kreidler | +1' 12" 98 | 2    |
| 6    | César Gracia         | Ducson   | +1' 29" 48 | 1    |
| 7    | Franco Farné         | Derbi    | +1' 30" 10 |      |
| 8    | Andrés Magaz         | Derbi    | +1' 30" 33 |      |
| 9    | Juan Antonio Bilbao  | Derbi    | +1 Vuelta  |      |
| 10   | Ramiro Blanco        | Derbi    | +1 Vuelta  |      |
| 11   | "Zippo"              | Derbi    | +3 Vueltas |      |
| Ret  | Mitsuo Itoh          | Suzuki   | Ret        |      |
| Ret  | Michio Ichino        | Suzuki   | Ret        |      |
| Ret  | Ernst Degner         | Suzuki   | Ret        |      |